# 赵永琛
赵永琛（1959年10月29日—），男，海南东方人，中华人民共和国政治人物、外交官、反恐怖主义专家，法学博士、教授。曾任中华人民共和国驻格林纳达特命全权大使。

## 生平
1979年，赵永琛考入西南政法学院，1983年获法学学士学位；1998年，入读北京大学法学院刑法专业博士研究生，2001年毕业，获法学博士学位。
1983年，任中央人民公安学院教员。1984年，任中国人民公安大学侦查系教师。1989年，任讲师。1992年，任副教授、教研室副主任。1994年，赴英国伦敦经济政治学院法律系任访问学者。1995年，回国任副教授、教研室主任。1996年，任侦查系主任。1997年，任北京市公安局海淀分局副局长，同时仍兼任中国人民公安大学侦查系主任。1998年晋升教授，博士生导师。1999年，任中国人民公安大学学术委员会秘书长、科研处处长、教授。在中国人民公安大学任教期间，全面系统研究国际刑法，被中国法学界公认为国际刑法学家。
2002年，调任国家反恐怖工作协调小组办公室副主任，公安部反恐怖局副局长。2009年，任公安部法制局副局长（正局级）。2010年，晋升为一级警监。亲历反恐怖工作草创时期的全过程，参与组建中国反恐怖主义体制机制，参与国际反恐合作；曾受命组织起草《中华人民共和国反恐怖主义法》（草案）。被尊为中国反恐怖主义事业开创者和奠基人。
2011年转入外交界，任驻俄罗斯大使馆公使。2013年7月，出任中华人民共和国驻布里斯班总领事。2017年6月，出任中华人民共和国驻格林纳达大使。2020年11月，自驻格林纳达大使离任。
2013年至2017年兼任澳大利亚昆士兰大学客座教授。兼任国家哲学社会科学规划法学基金评审组专家和西南政法大学、北京师范大学刑事科学研究院等若干所大学客座教授。

## 家庭
已婚，有一子。

## 著作
出版一系列专著和个人文集：
1. 《国际刑事警察组织——理论与实践》，公安大学出版社1989年出版
2. 《国际刑法与司法协助》，法律出版杜1994年出版
3. 《国际刑事司法协助研究》，中国检察出版社1997年出版
4. 《区域刑法论——国际刑法地区化的系统研究》（博士学位论文），法律出版社2003年出版
5. 《涉外刑事司法解析》（文集），吉林人民出版社2000年出版
6. 《法海拾贝——赵永琛法学文集》，群众出版社2009年出版
7. 编译<国际刑法约章选编》，公安大学出版社1999年出版
8. 古体诗词集《使者行吟——赵永琛诗词选》

上个世纪90年代起草《中华人民共和国国际刑事司法协助法》个人学术稿并长期予以推动。

## 奖项和荣誉
1999年被评选为北京市优秀中青年法学家，获第二届“全国十大杰出青年法学家”提名奖。1992年被授予北京市高等院校优秀青年教师，1994年被评选人北京市高等院校青年学科带头人。1994年因学术贡献突出被授予“全国优秀人民警察”。